# Perdita laticincta
Perdita laticincta är en biart som beskrevs av Swenk och Cockerell 1907. Perdita laticincta ingår i släktet Perdita och familjen grävbin. Inga underarter finns listade i Catalogue of Life.